# Pieter Franciscus Peters jr.
Pieter Franciscus Peters jr. (Nijmegen, 7 juni 1818 – Stuttgart, 23 februari 1903) was een Nederlandse schilder. Hij wordt ook vermeld als Pieter Francis Peters.

## Leven en werk
Peters werd geboren in Nijmegen als Peter Franciscus, zoon van de Nijmeegse schilder en glazenier Pieter Franciscus Peters sr. en Petronella Antonia Monot. Hij werd in de schilderkunst opgeleid door zijn vader. Hij schilderde onder meer landschappen, genrevoorstellingen en stadsgezichten.
Peters verhuisde in 1841 naar Duitsland, waar hij een jaar later trouwde met Heinrike Gertrude Mali. Haar vader was oud-burgemeester van Darthuizen. Het gezin vestigde zich in Mannheim (1843) en vervolgens Stuttgart (1845). Uit het huwelijk werden de dochters Anna, Ida en Pietronella Peters geboren, die schilderlessen kregen van hun vader. Hij gaf daarnaast les aan zijn zwagers Christiaan en Jan Cornelis Mali.
Peters behoorde tot de hofschilders van grootvorstin Olga, de latere koningin van Württemburg. Hij exposeerde nog geregeld in Nederland, bij tentoonstellingen van Levende Meesters in Nijmegen, Den Haag, 's-Hertogenbosch, Rotterdam en Amsterdam. Aanvankelijk schilderde Peters in de stijl van de Nederlandse romantiek, zijn latere werk is haast impressionistisch, met landschappen die meer sfeer weergeven dan dat ze een natuurgetrouwe weergave zijn. In 1858 maakte hij zijn Hohenzollern-Album, met 35 aquarellen van de Hohenzollernsche Lande, als huwelijksgeschenk van de bevolking voor prins Frederik III van Pruisen. Dochter Pietronella schilderde in 1893 een portret van haar vader, werkend aan een schilderij. Het is opgenomen in de collectie van Museum Biberach.
Peters overleed op 84-jarige leeftijd.

## Werken (selectie)

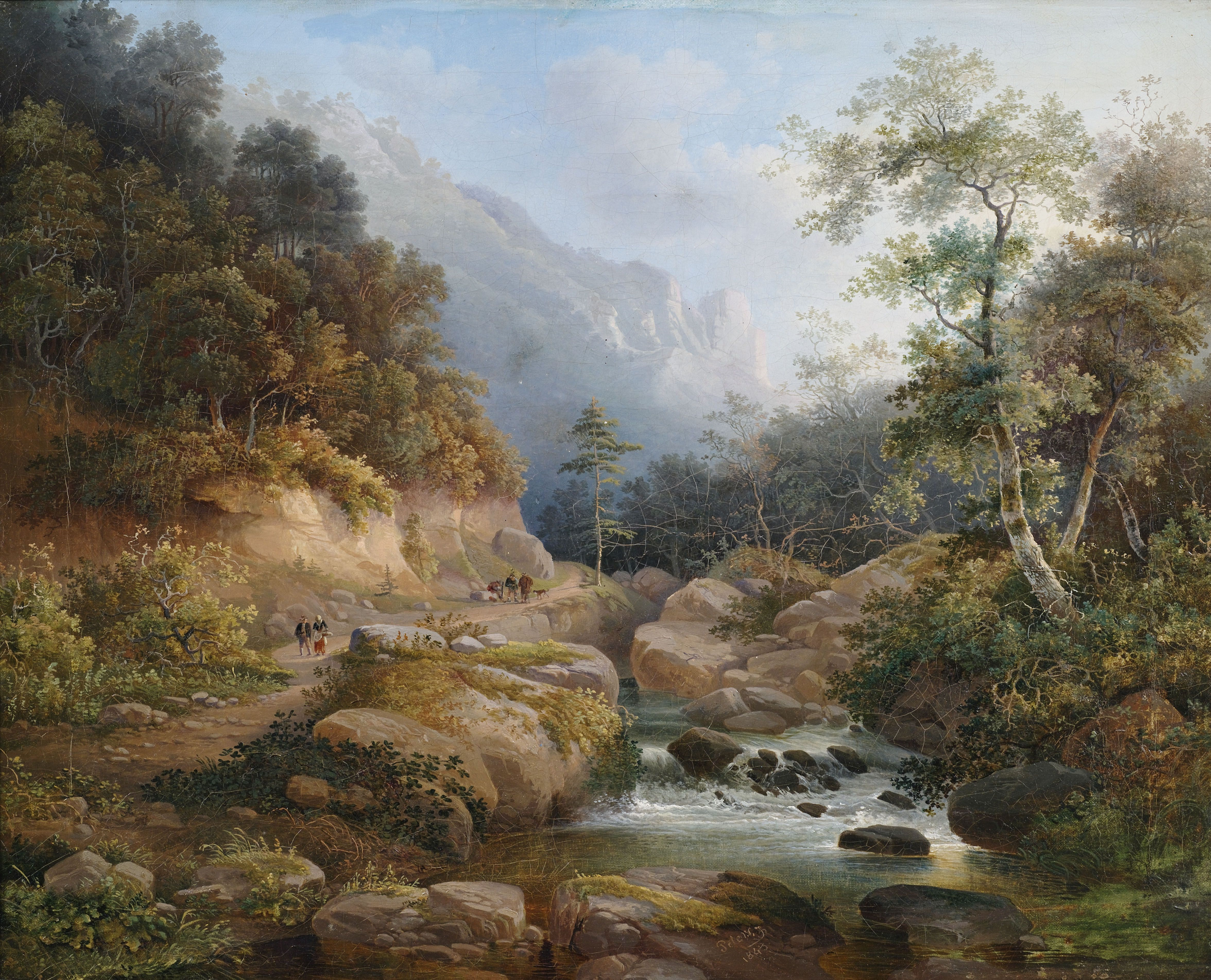
rivierlandschap (1843)
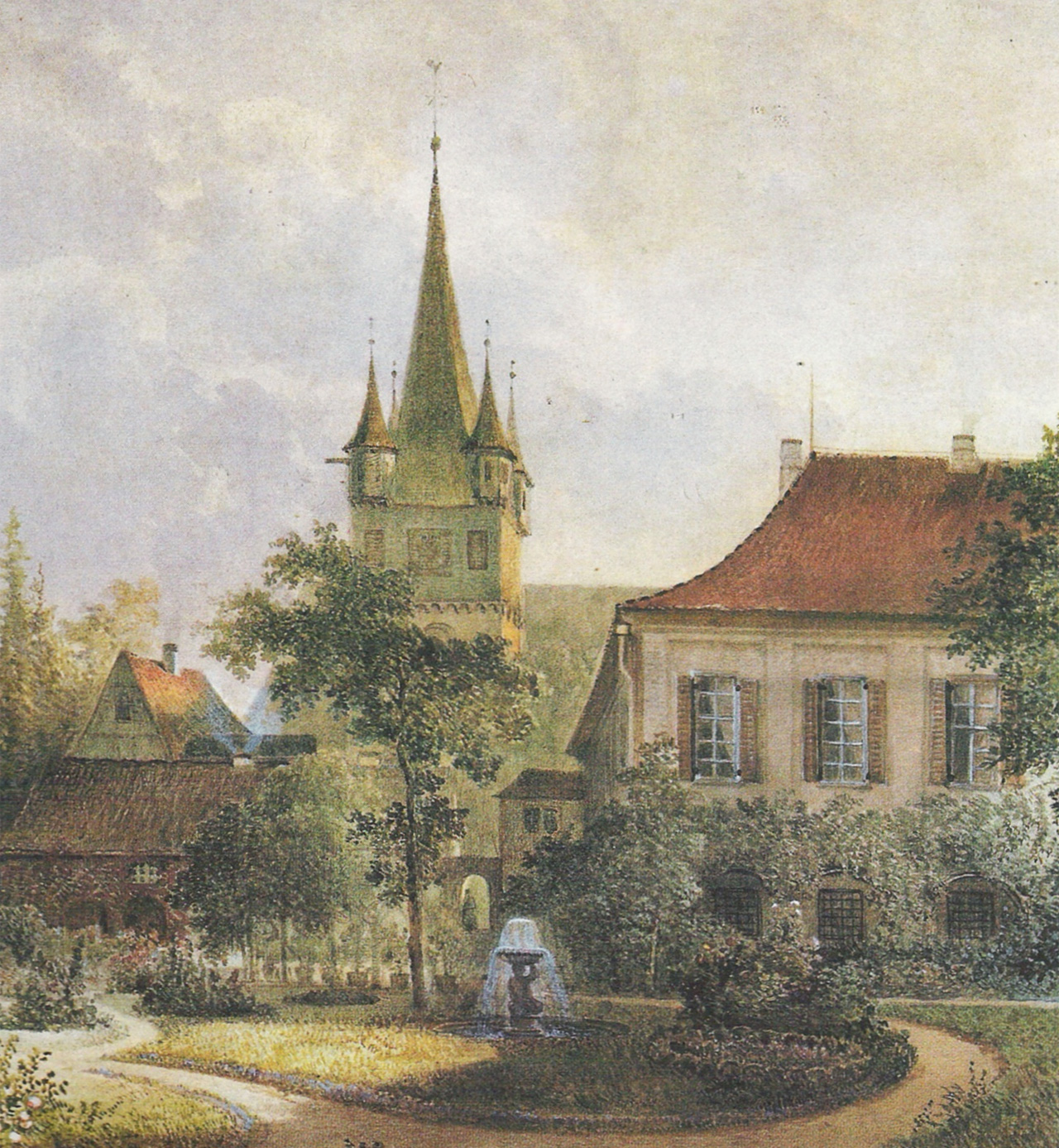
Schwaigern (1851)
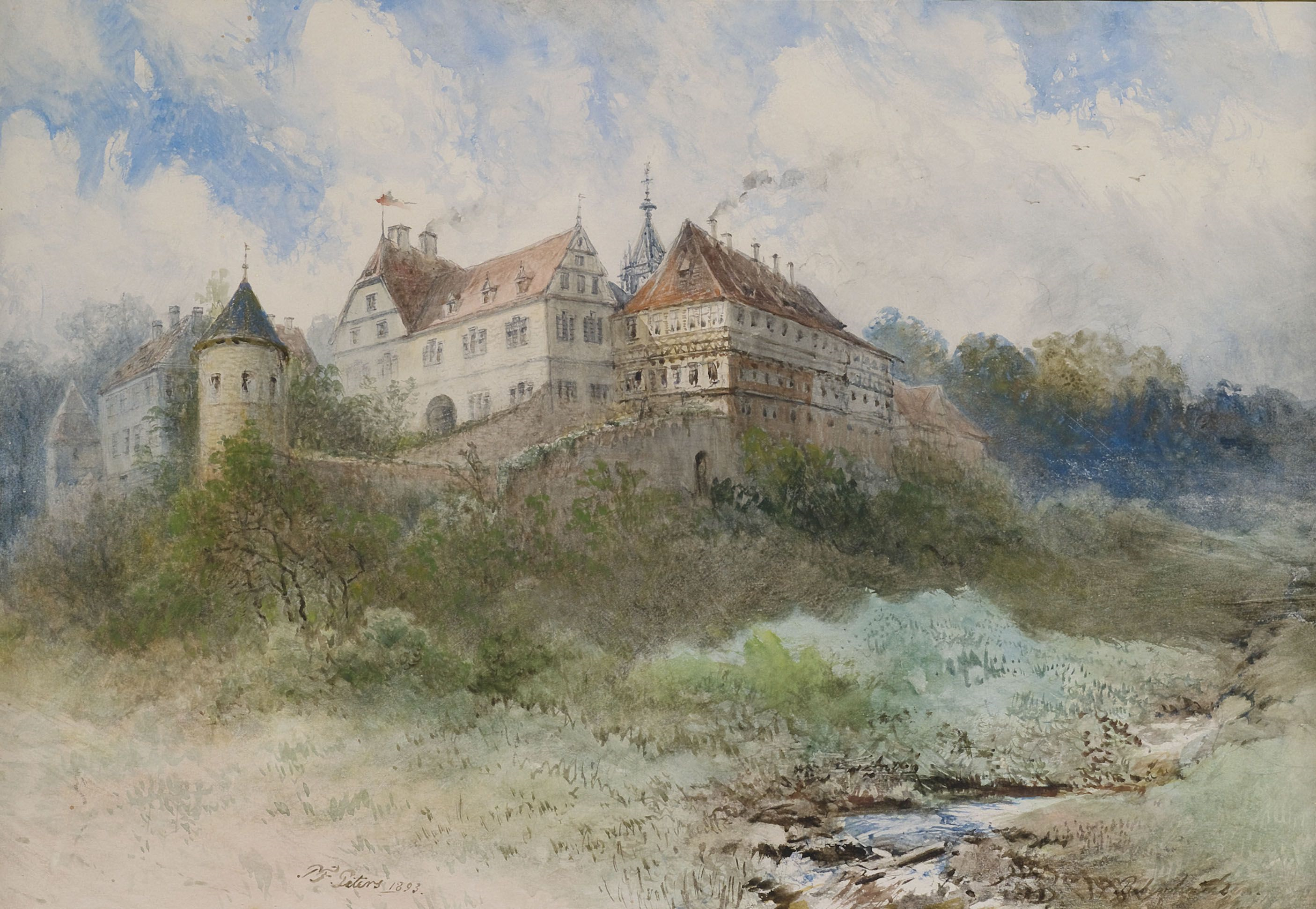
Bebenhausen (1893)
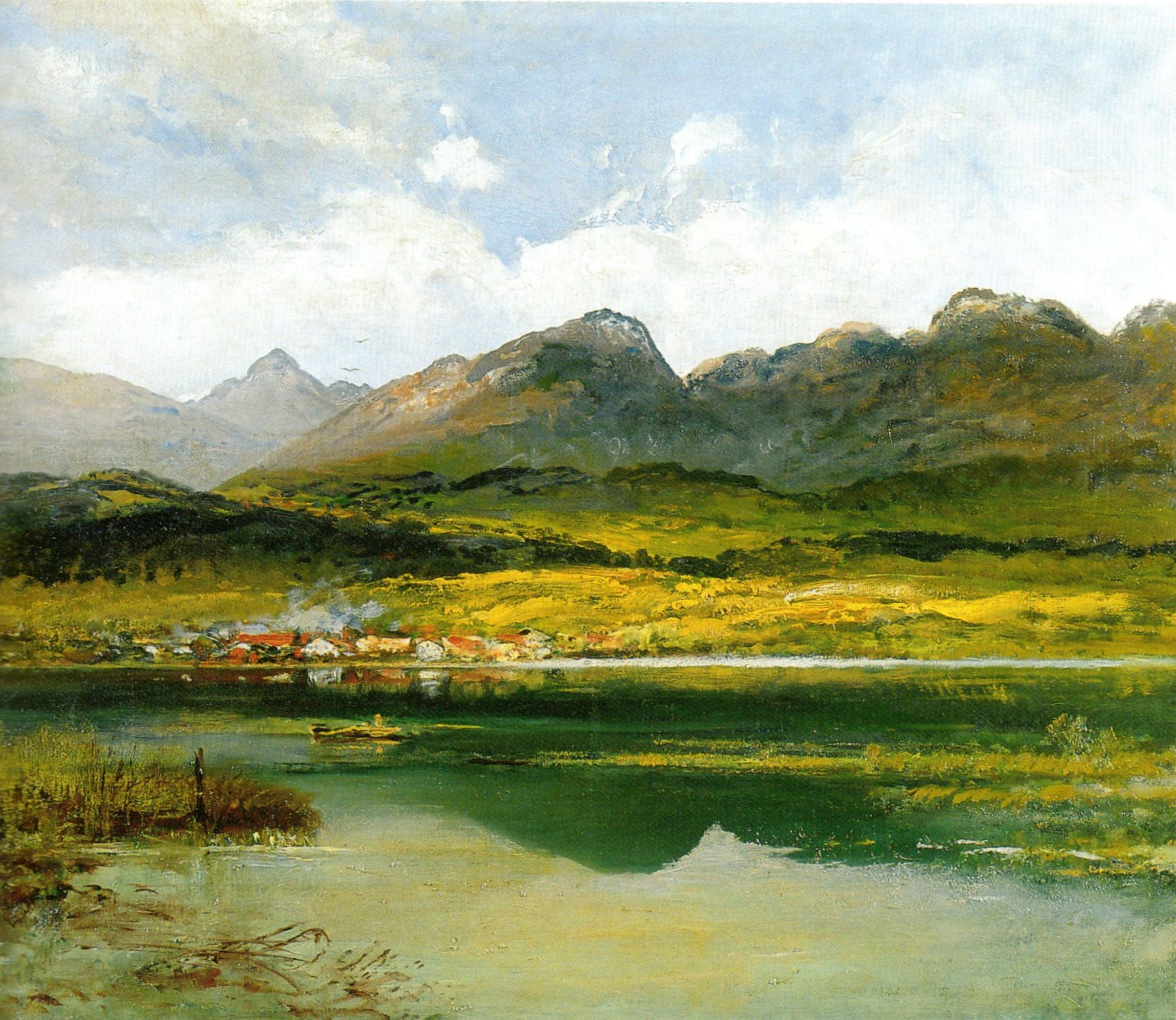
Thuner See (1902)

- Biografisch Portaal: 60045552
- Gemeinsame Normdatei: 116121734
- International Standard Name Identifier: 0000 0001 0797 9168
- Library of Congress Control Number: no2010203532
- RKD-Nederlands Instituut voor Kunstgeschiedenis: 62906
- Système universitaire de documentation: 144509059
- Union List of Artist Names: 500078749
- Virtual International Authority File: 22885079
- WorldCat: E39PBJdRBBWVGFWJ8mTqBYyjmd